# Nikolaj Mensjoetkin

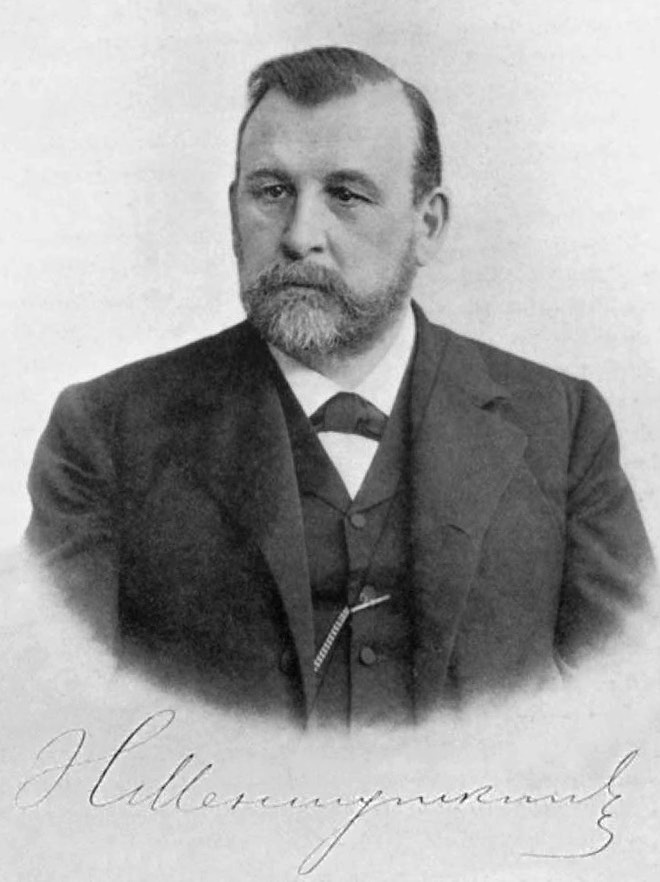
Nikolaj Mensjoetkin

Nikolaj Aleksandrovitsj Mensjoetkin (Russisch: Николай Александрович Меншуткин) (Sint-Petersburg, 24 oktober 1842 – aldaar, 5 februari 1907) was een Russisch scheikundige.
Hij werd geboren in 1842 in de Russische hoofdstad Sint-Petersburg als zoon van een handelaar. Mensjoetkin studeerde natuurwetenschappen aan de Universiteit van Sint-Petersburg. Hij begon zijn kandidaats in 1859 maar trok vervolgens naar de universiteiten van Tübingen, Parijs en Marburg om ten slotte in 1865 terug naar de Universiteit van Sint-Petersburg te keren. In 1866 behaalde hij zijn diploma als magister en begon zijn academische loopbaan. Hij overleed in 1907 te Sint-Petersburg.
Mensjoetkins beroepscarrière:
- 1866 - Docent analytische chemie universiteit Sint-Petersburg.
- 1869 - Promotie tot hoogleraar technische en analytische chemie.
- 1886 - Benoeming tot hoogleraar organische scheikunde.
- 1902 - Naast zijn positie aan de universiteit van Sint-Petersburg wordt hij eveneens hoogleraar analytische en organische chemie benoemd aan de polytechnische school van Sint-Petersburg-Sosnovka.

Mensjoetkin was vooral geïnteresseerd in amines, amiden en aniliden. Hij was een van de pioniers in het onderzoek naar de chemische kinetiek. Enkele van zijn wetenschappelijke bijdragen:
- omzetting van tertiaire amines met alkylhalogeniden naar quaternaire ammoniumzouten, ook bekend als de mensjoetkinreactie (1890)
- ontdekking van de invloed van solventeffect op reacties

Hij schreef tevens twee boeken, namelijk Analytische Chemie (1871) en Geschichte der chemische Theorie (1888).